# Étienne Noël Damilaville

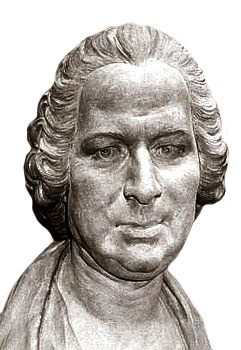
Büste des Étienne Noël Damilaville von Marie-Anne Collot, Musée du Louvre

Étienne Noël Damilaville (* 21. November 1723 in Bordeaux; † 13. Dezember 1768 in Paris) war ein französischer Autor und Enzyklopädist, er diente darüber hinaus in verschiedenen militärischen und administrativen Funktionen des Ancien Régimes.

## Leben und Wirken
Sein Vater war der Hugues Noël Damilaville (1699–1738), ein Altkleiderhändler, marchand fripier er war zweimal verheiratet. Seine erste Ehefrau und Mutter von Étienne Noël Damilaville, war die Clémence Fabry († 1733). Hugues Noël Damilaville heiratete sie am 19. März 1719. Seine zweite Ehefrau war die Marie Catherine le Doux, beide waren seit dem 24. September 1733 verheiratet. Die zweite Gattin war die Witwe des Louis Goma Dumesnil.
Damilaville hatte noch eine Schwester und einen Bruder die Catherine Damilaville (1722–1723) und den François Damilaville († 1733), alle drei entstammten der ersten Ehe des Hugues Noël Damilaville und starben früh.
Nach kurzer schulischer Ausbildung wurde Damilaville Soldat und Mitglied der königlichen Garde, garde du corps du roi. Er diente in einer Elite-Kavallerieeinheit der königlichen Garde, compagnie de cavalerie d’élite des Gardes du Corps und nahm an vielen Kampagnen während des Österreichischen Erbfolgekriegs teil.
Am Ende seiner militärischen Karriere übernahm er administrative Aufgaben im Steuer- und Finanzbereich des Ancien Régimes, so war er erster Beamter des Büros für die Einnahme der direkten Steuer oder Vingtième, Premier commis au bureau de l’impôt du Vingtième. Er arbeitete dabei in engem Zusammenhang mit dem contrôleur général des finances während der Herrschaft Ludwigs XV. Das berechtigte ihn u. a. auch die Korrespondenz des Generalkontrolleurs der Finanzen, Contrôleur général des finances zu lesen.
Mit Voltaire verband ihn eine intensive Brieffreundschaft. Etienne Noël Damilaville gehörte zu den eifrigsten Korrespondenten Voltaires und war ihm und seinen Ansichten sehr ergeben. Man schätzt die Zahl der Schreiben auf 540 Briefe die Damilaville auf etwa acht Jahre verteilt an Voltaire sandte. Die Korrespondenz beginnt im Jahre 1760. Aber auch mit Jean-Baptiste le Rond d’Alembert und Nicolas-Claude Thiériot (1696–1772) einem Freund und Berater Voltaires wird ein intensiver postalischer Kontakt gepflegt. Zu dem Kreis um Paul Henri Thiry d’Holbach und dessen Coterie holbachique bestand ebenfalls ein inniger Austausch an aufklärerischem Gedankengut. Er entwickelte und in seinen Überlegungen eine antiklerikale Haltung.
Étienne Noël Damilaville starb im Jahre 1768. Er hatte einige Monate zuvor eine intime Beziehung mit Jeanne-Catherine Quinault auch Mme. de Maux, der Ehefrau von François-Alixand de Maux (1714–1806) (einem Anwalt am Parlement, avocat au Parlement), Freundin von Louise d’Épinay und Nichte von Jeanne-Françoise Quinault (1699–1783). Nach dem Tode von Damilaville trat Diderot im Frühjahr 1769 in eine intime Beziehung zu ihr ein. Wobei Diderot  Mme. de Maux schon seit etwa 1760 kannte.
Für die Encyclopédie von Denis Diderot und Jean Baptiste le Rond d’Alembert schrieb er die Artikel Population, Paix und Vingtième.

## Werke (Auswahl)
- L’honnêteté théologique (1767)